# 烏頂蝴蝶魚
烏頂蝴蝶魚，又稱項斑蝴蝶魚，俗名熊貓蝶、黑面蝶，為輻鰭魚綱鱸形目蝴蝶魚科的其中一種。

## 分布
本魚分布於西太平洋區，包括韓國、日本、台灣、菲律賓、印尼、越南、馬來西亞、帛琉、澳洲等海域。

## 深度
水深3至25公尺。

## 特徵
本魚體高，近圓形，體為黃褐色，鱗片大，為斜上排列，體側有13至14沿鱗列之暗色橫條紋，在枕部有一蹄形黑斑。背鰭軟條及臀鰭有黑邊；尾鰭中央有一暗色橫條文；幼魚在背鰭軟條部後上方有一黑斑。背鰭硬棘12枚、背鰭軟條23至26枚；臀鰭硬棘3枚、臀鰭軟條18至21枚。體長可達16公分。

## 生態
本魚主要棲息在珊瑚礁區，以珊瑚蟲為主食。

## 經濟利用
可為觀賞魚，容易飼養。大型者可食用。